# Butler (Ohio)
Butler es una villa ubicada en el condado de Richland en el estado estadounidense de Ohio. En el Censo de 2010 tenía una población de 933 habitantes y una densidad poblacional de 314,07 personas por km².

## Geografía
Butler se encuentra ubicada en las coordenadas 40°35′25″N 82°25′13″O / 40.59028, -82.42028. Según la Oficina del Censo de los Estados Unidos, Butler tiene una superficie total de 2.97 km², de la cual 2.95 km² corresponden a tierra firme y (0.61%) 0.02 km² es agua.

## Demografía
Según el censo de 2010, había 933 personas residiendo en Butler. La densidad de población era de 314,07 hab./km². De los 933 habitantes, Butler estaba compuesto por el 98.29% blancos, el 0.43% eran afroamericanos, el 0.11% eran amerindios, el 0.11% eran asiáticos, el 0% eran isleños del Pacífico, el 0.32% eran de otras razas y el 0.75% pertenecían a dos o más razas. Del total de la población el 1.5% eran hispanos o latinos de cualquier raza.